# Withania somnifera
Indisk ginseng (Withania somnifera) är en potatisväxtart som först beskrevs av Carl von Linné, och fick sitt nu gällande namn av Michel Félix Dunal. Indisk ginseng ingår i släktet Withania och familjen potatisväxter.

## Underarter
Arten delas in i följande underarter:
- W. s. obtusifolia
- W. s. somnifera

## Bildgalleri

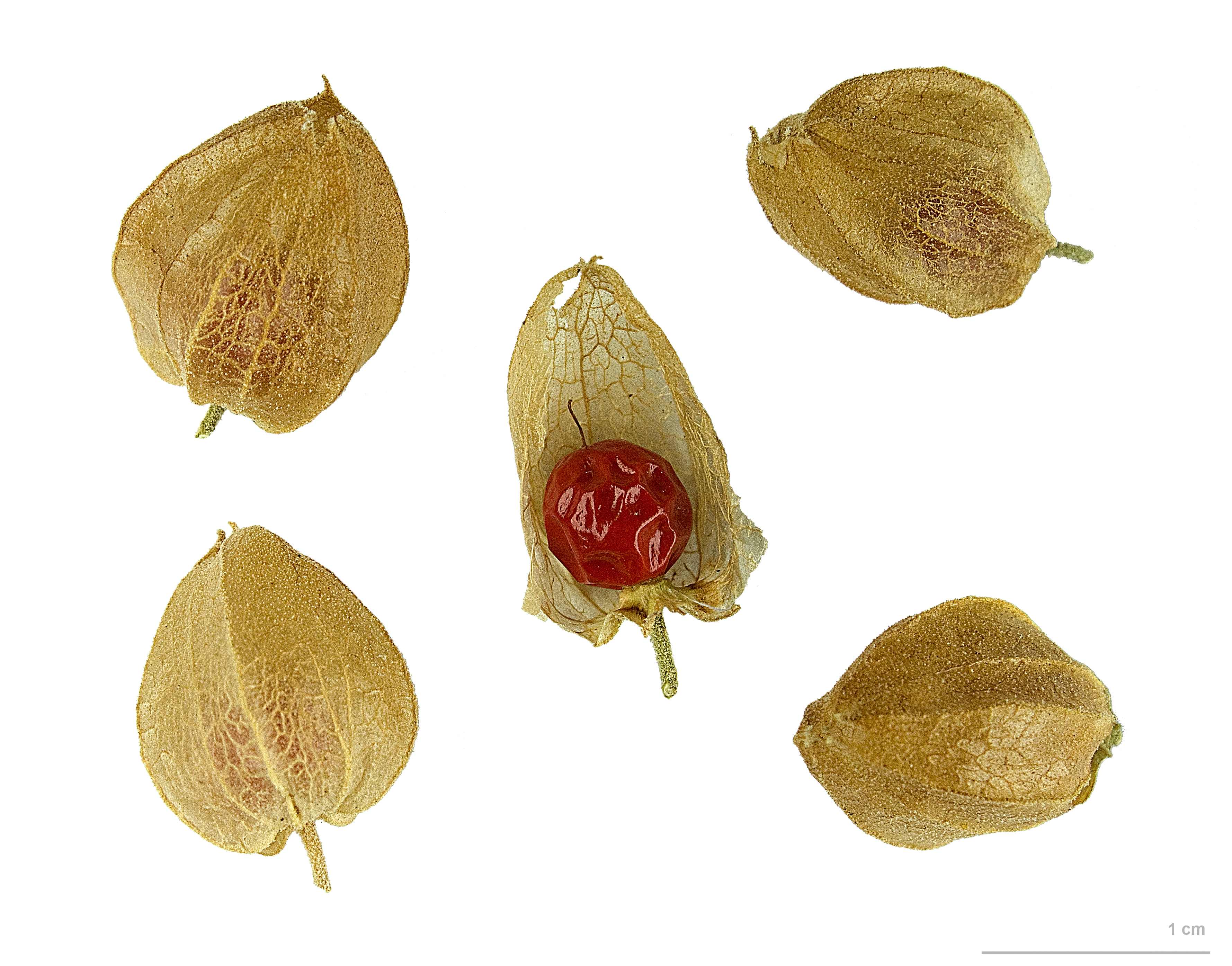

## Tillämpning
Som tillskott är växten bättre känd som ashwagandha. Växten, särskilt pulvret från dess rot, har använts i traditionell indisk medicin i århundraden. W. somnifera säljs vanligen som ett kosttillskott som innehåller pulver eller extrakt från roten eller bladen. Det finns inte tillräckliga kliniska data om dess säkerhet eller effekt.
Även om extraktet av W. somnifera undersöks för sin förmåga att minska stress och ångest och förbättra sömnen, det finns inga avgörande bevis för att ashwagandha har dessa egenskaper. Det kan orsaka biverkningar och bör undvikas under graviditet eller av personer med hormonkänsliga tillstånd. W. somnifera kan orsaka levertoxicitet, och dess utbredda användning som tillskott har kopplats till örtinducerad leverskada, särskilt hos personer med redan existerande leversjukdom.

## Fytokemi
De viktigaste fytokemiska komponenterna i W. somnifera är vitanolider, en grupp triterpenlaktoner, inklusive vitapherin A, alkaloider, steroidlaktoner, tropin och cuskogygrin. Fyrtio vitanolider, tolv alkaloider och olika sitoindosider har isolerats från denna växtart. Eftersom dessa vitanolider strukturellt liknar ginsenosiderna från Panax ginseng, W. somnifera kallas vanligen "indisk ginseng".

## Traditionell medicin och kosttillskott
Även om ashwagandha används inom ayurveda och säljs i många länder som ett kosttillskott finns det inga medicinska bevis som stöder dess säkerhet eller effekt för behandling av några sjukdomar.